# CATIA
CATIA是由法国达索系统（Dassault Systemes S.A.）公司开发的，跨平台的商业3维CAD设计软件。CATIA作为达索系统产品生命周期管理软件平台的核心，是其最重要的软件产品。

## 技术特点
- 作为一个产品生命周期管理软件系列，CATIA能辅助工程师进行从产品开发，制造到工程实现的所有设计工作。
- CATIA可以通过API来自定义用户界面。V5版本的界面可以通过Visual Basic和C++语言进行用户自定义。
- CATIA V5版本拥有强大的基于平面的参数化设计模块。该模块是用NURBS作为平面算法核心，并提供多个带KBE支持的工作模块。
- V5版本可以和Enovia，Smarteam以及其他计算机辅助工程分析软件兼容。

### CATIA建模

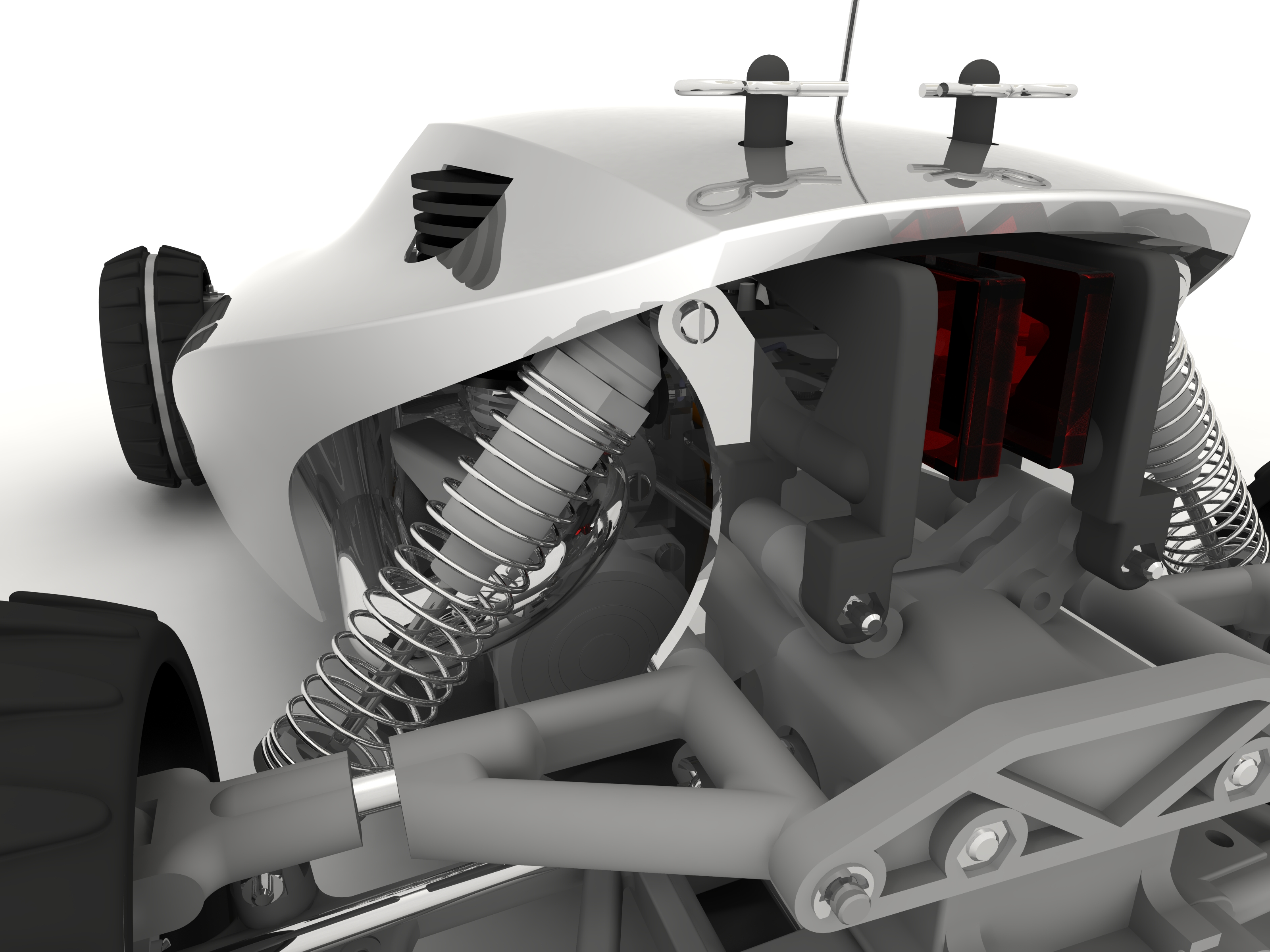
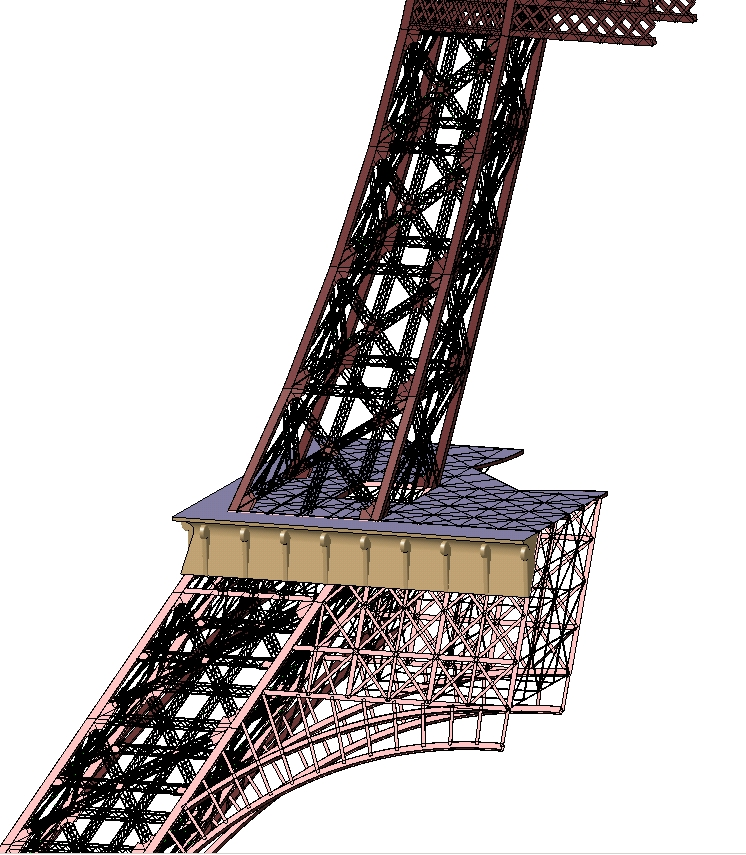
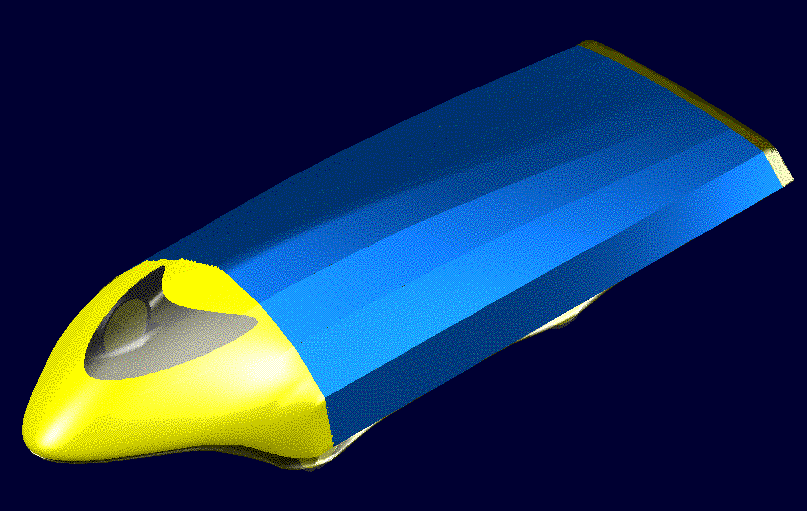
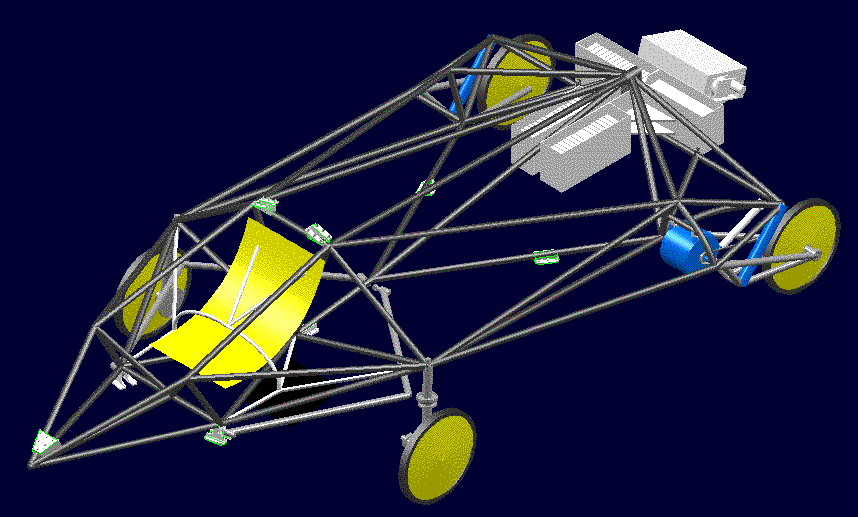
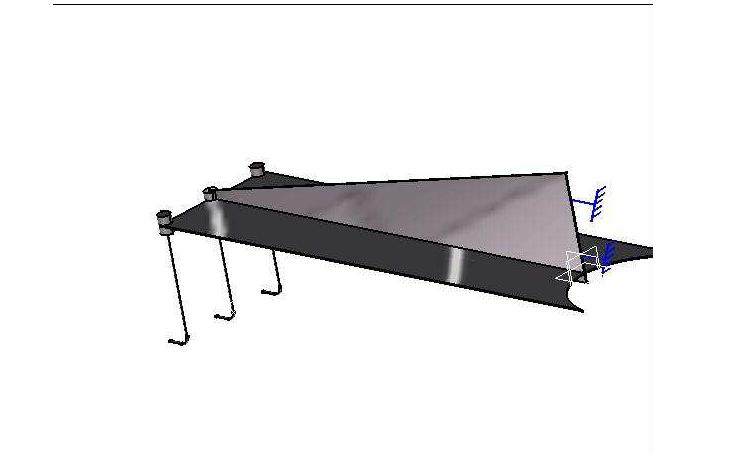
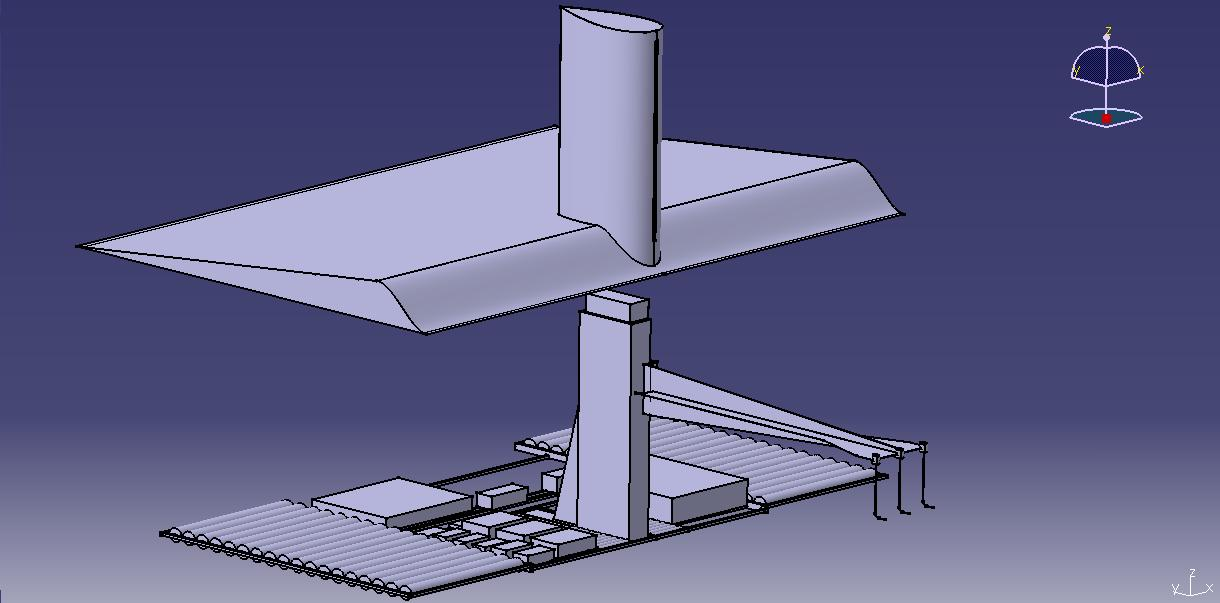
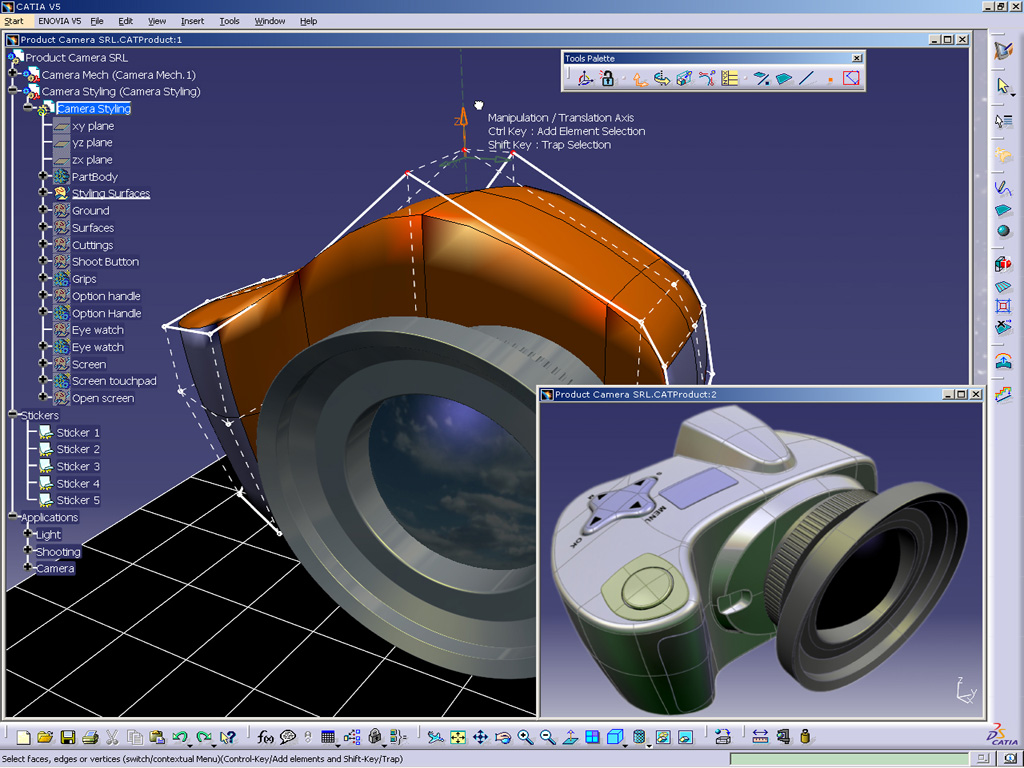
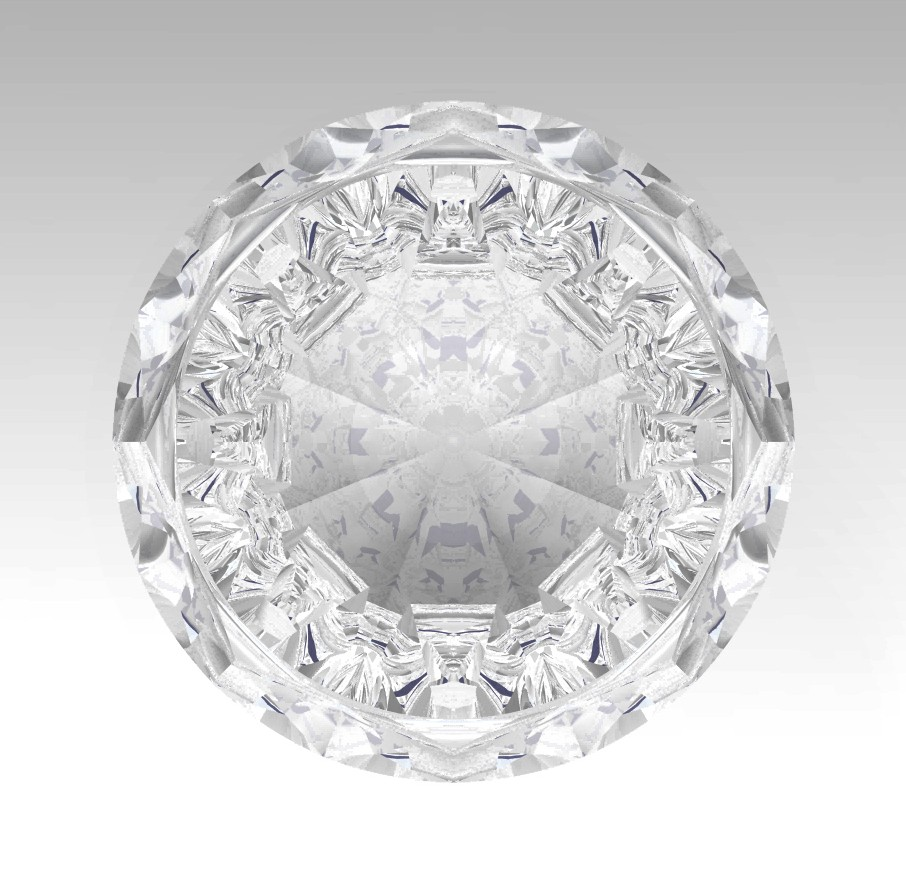
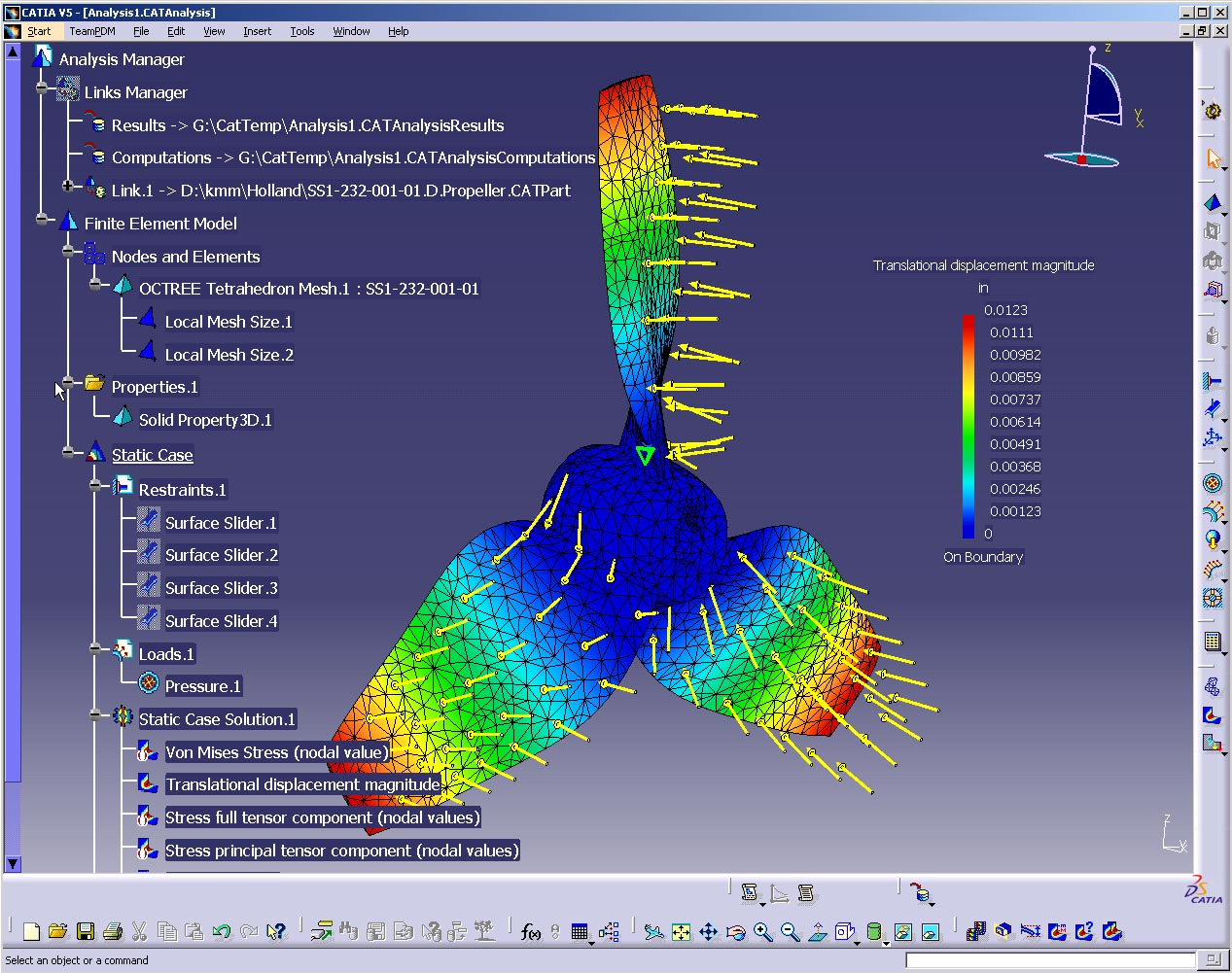
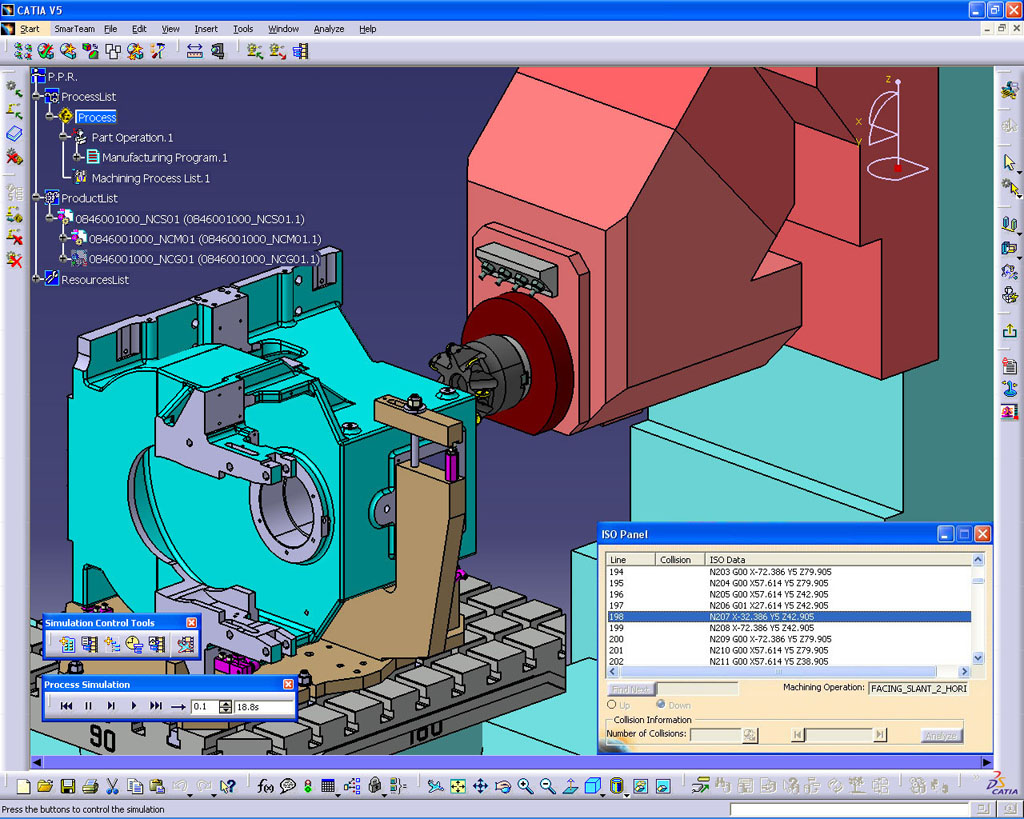

### 跨平台性
CATIA V4版本曾经只能运行在UNIX平台。到了1999年，达索系统推出了可以运行在Windows、Solaris、AIX、HP-UX和IRIX平台下的CATIA V5版本。并且该版本下，用户可以通过VB或者C++来实现自定义模块功能。
现在流行的CATIA V6版本下，客户端运行的是Windows平台版本，尽管某些服务器组件依然运行在Unix下。

## 工业应用

### 航空工业
- 美国波音公司曾使用CATIA V3版本开发出波音777飞机。现在正使用CATIA V5版本进行波音787飞机的开发。波音公司已经部署了达索系统的全套PLM软件，包括CATIA、DELMIA、ENOVIA LCA，以及专为波音公司开发的应用组件。
- 印度曾使用CATIA V5进行轻型战斗机的研发。
- 中国的歼轰-7（飞豹）飞机是首架基于CATIA V5开发的战斗机，并于2000年9月26号完成设计。
- 法国空客公司自2001起开始使用CATIA作为其开发平台[1]。
- 加拿大庞巴迪公司使用CATIA进行其全部飞机的设计工作。[2]
- 巴西航空工业公司使用CATIA V4和V5平台进行飞机设计开发。
- 英国直升机公司Westlands使用CATIA V4和V5进行飞机研发。
- 美国空军主要的直升飞机制造商塞考斯基（Sikorsky）使用CATIA进行飞机研发。

### 汽车工业
许多的汽车制造厂商都在不同程度的应用CATIA，包括：宝马、保时捷、戴姆勒、克莱斯勒、本田、奥迪、大众汽车、宾利、沃尔沃、菲亚特、标致、雪铁龙、雷诺、丰田、福特汽车、斯堪尼亚汽车、现代汽车、斯柯达、特斯拉汽车、塔塔汽车、沃尔梅特汽车、宾腾、Mahindra。由于CATIA出色的曲面建模功能，汽车设计制造公司常用其进行车身、车门及车顶等组件的设计。
麦克拉伦车队使用CATIA进行F1赛车设计。

## 发展历史
- 1970年代，CATIA诞生于达索航空内部的软件开发项目CADAM1,2[5]。起初该软件被命名为CATI（Conception Assistée Tridimensionnelle Interactive），但之后又于1981年被重命名为CATIA。同年，达索创立了专注于工程软件开发的子公司达索系统，并与IBM合作进行CATIA的营销与推广[6]。
- 1984年，美国波音飞机制造公司启用CATIA作为其主要CAD软件，并从此成为CATIA的重要用户。
- 1988年，CATIA V3版本开始在UNIX平台下运行。
- 1992年，CADAM被IBM公司收购，CATIA V4版本发布。
- 1996年，CATIA V4版本开始支持四种操作系统，分别是IBM AIX、Silicon Graphics IRIX、Sun Microsystems SunOS以及惠普的HP-UX。
- 1998年，达索发布了一个重新编写的CATIA版本：V5版本。这个版本为Windows编写，保留CATIA在Unix版本的所有功能，大型主機（Mainframe）操作模式被废除。
- 2008年，新一代V6版本发布。V6整合包括Enovia（法语：ENOVIA）、SIMULIA（法语：SIMULIA）等一些列软件。同年，达索停止了对CATIA V4 UNIX版本的支持。[7]

## 引用
1. ↑  "PLM: Boeing's Dream, Airbus' Nightmare[]." Baseline.
2. ↑  Latulippe, Isabelle. . COE NewsNet. August 2001  [2007-03-07]. （原始内容存档于2007-02-03）.
3. ↑  . COE Newsnet.   [2011-02-26]. （原始内容存档于2007-11-08）.
4. ↑  .   [2012-07-24]. （原始内容存档于2012-07-24）.
5. ↑   (PDF).   [2011-02-26]. （原始内容 (PDF)存档于2011-07-10）.
6. ↑  .   [2011-02-26]. （原始内容存档于2011-06-08）.
7. ↑  .   [2011-02-26]. （原始内容存档于2012-10-06）.